# جوزيف راسيل (سياسي)
جوزيف راسيل (بالإنجليزية: Joseph Russell)‏ هو سياسي أمريكي، ولد في 1800، وتوفي في 24 أبريل 1875. نشط حزبياً في الحزب الديمقراطي. وقد انتخب عضو جمعية ولاية نيويورك وانتخب عضو مجلس النواب الأمريكي.